# 古埃及醫學

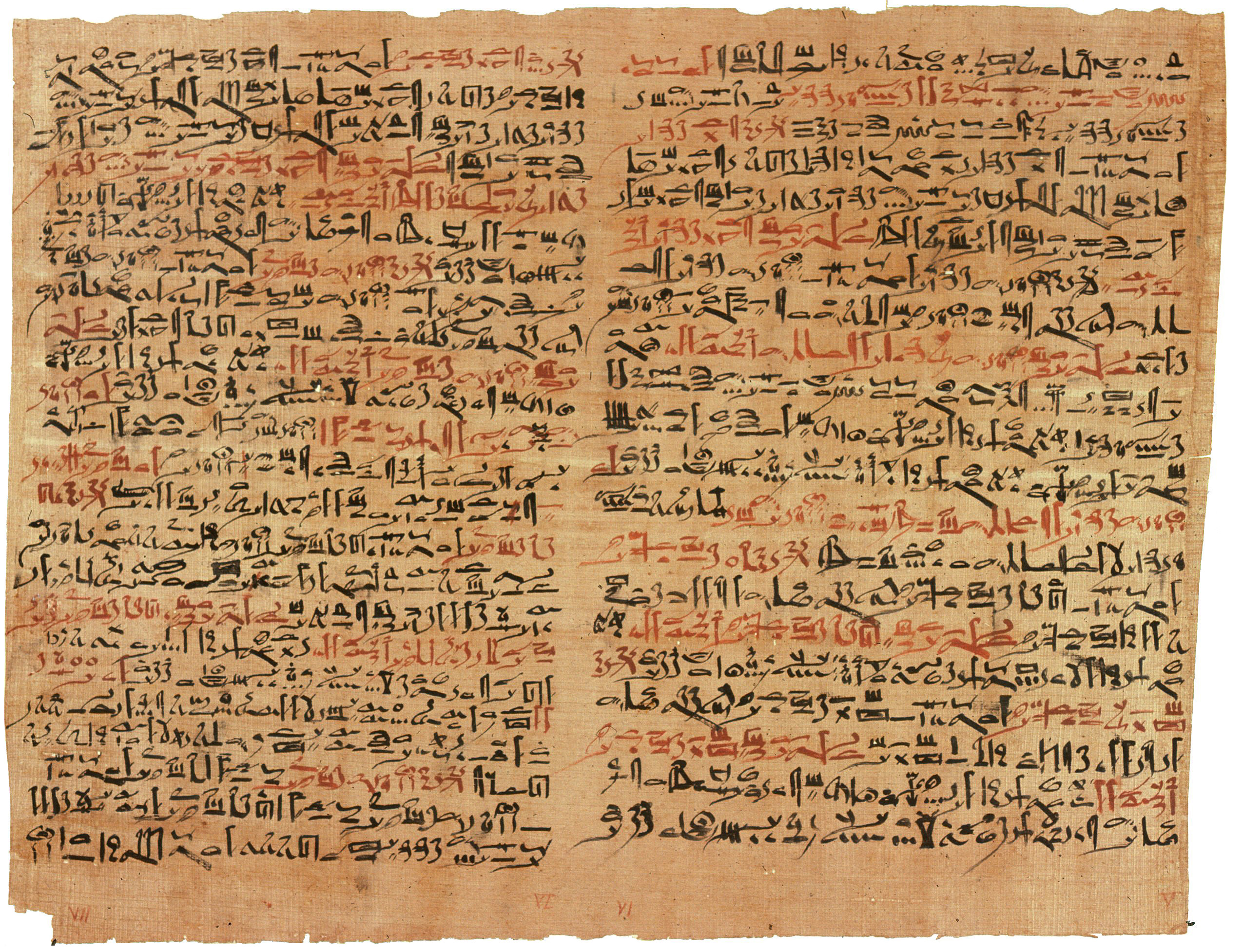
艾德溫·史密斯紙草文稿，記載了古埃及醫學的文獻，其中包括了創傷的診斷與治療方法。

古埃及醫學（英语：Ancient Egyptian medicine），為古埃及的傳統醫學，約起源於西元前33世紀，一直延續到西元前525年波斯帝國入侵為止。傳統上認為，印何闐是古埃及醫學的殿基者。古埃及醫學是同時代中最先進的醫學體系之一，其內容包括非侵入性的外科手術、骨折處理、牙医学以及藥典等。古埃及醫學影響到後來的古希臘醫學、波斯醫學等，但其多數內容已經失傳。從19世紀開始，歐洲考古學家利用各種出土的文物與醫學手稿，部份重建了它的內容。

## 信息来源

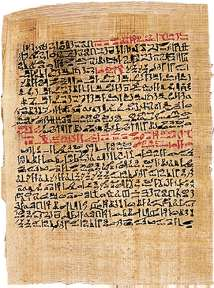
埃伯斯纸草卷治疗癌症：讲述了一个“对抗Xenus神的肿瘤”, 它建议“你不要对抗”

希腊历史学家希罗多德在公元前440年左右访问了埃及，并详细记录了他对他们医学实践的观察。老普林尼在历史评论中也对它们赞不绝口。希波克拉底（“医学之父”）、希罗菲卢斯、埃拉西斯特拉图斯和后来的盖伦在阿蒙霍特普神庙学习，并承认古埃及医学对希腊医学的贡献。
1822年，罗塞塔石碑的翻译终于允许翻译圣书体和莎草纸，其中包括许多与医学有关的东西（埃及医用莎草纸）。19世纪时人们对埃及学的兴趣导致发现了几套广泛的古代医学文献，包括埃伯斯纸草卷、艾德温·史密斯纸草文稿、赫斯特纸草卷、伦敦医学纸草卷和可追溯到公元前2900年的医学文献等。
艾德温·史密斯纸草文稿是一本关于手术的教科书，详细介绍了解剖观察以及许多疾病的“检查、诊断、治疗和预后”。它可能编写于公元前1600年左右，但被认为是几个早期文本的抄本。其中的医学信息可追溯到公元前3000年。因此，它被视为一本学习手册。治疗包括由动物、蔬菜或水果物质制成的药膏。早在第四王朝（公元前2900至2750年）就有证据表明它们有进行口腔手术。
埃伯斯纸草卷（约公元前1550年）包括877份处方（由现代编辑者分类）针对各种疾病，其中有一些涉及魔法疗法，因为埃及关于魔法和医学的信仰经常交织在一起。它还包含揭示肿瘤意识的文件，以及关于肿瘤切除的说明。
卡恩妇科纸草卷解决女性的投诉，包括受孕问题。34例详细诊断和治疗时幸存下来的病例，其中一些是零碎的。它可以追溯到公元前1800 年，是现存最古老的医学文献。
其他文件，如赫斯特纸草卷（公元前1450年）和柏林纸莎草（公元前 1200 年）也提供了对古埃及医学的宝贵见解。
其他信息来自装饰埃及墓葬墙壁的图像和随附铭文的翻译。现代医学技术的进步也促进了对古埃及医学的理解。古病理学家能够使用 X射线和后来的CT扫描来查看木乃伊的骨骼和器官。 电子显微镜、质谱法和各种法医技术让科学家们得以一窥4000年前埃及人的健康状况。

## 营养
古埃及人至少部分地意识到饮食的重要性，无论是平衡还是适度。由于埃及土地肥沃，粮食生产从来都不是大问题，尽管土地再肥沃，贫民和饥饿仍然存在。古埃及历史上大部分时间的主要农作物是二粒小麦和大麦。它们以面包的形式消费，这些面包通过烘烤和发酵以多种类型生产，酵母极大地丰富了产品的营养价值，一个农民的作物可以养活大约20个成年人。大麦也用于啤酒。古埃及人也广泛种植多种蔬菜和水果。油是由亚麻制成的，并且香料和香草的选择有限。肉类（绵羊、山羊、猪、野味）只为上层阶级提供，而鱼被广泛消费，尽管有证据表明在某些时期禁止某些类型的动物产品。对乌纳斯国王（约公元前2494-2345年）的供品记录为“……牛奶、三种啤酒、五种酒、十个面包、四个面包、十个蛋糕、四种肉、不同的切块、关节、烤, 脾, 四肢, 胸, 鹌鹑, 鹅, 鸽子, 无花果, 其他十种水果, 三种玉米, 大麦, 斯佩尔特, 五种油, 新鲜植物……”
很明显，埃及的饮食对上层阶级来说并不缺乏，甚至下层阶级也可能有一些选择。

## 药理学
与过去的许多文明一样，古埃及人充分发现了他们周围植物的药用特性。艾德温·史密斯纸草文稿包含许多帮助治愈不同疾病的药物配方。纸莎草的其中一小部分列出了五个配方：一个处理女性可能遇到的问题，三个关于改善肤色的技术，第五个则是解决结肠疾病的药方。众所周知，古埃及人以蜂蜜为药，而石榴汁既可以用作收敛剂也是美味佳肴。在埃伯斯纸草卷中，有超过800种疗法，有些是外用药膏和包装；有些是口服药物，如药丸和漱口水；还有一些是通过吸入服用的。古埃及人对植物的药用非常广泛，大约有160种不同的植物产品在众多植物提取物和水果中，古埃及人还使用动物粪便甚至一些金属作为治疗方法。这些古代处方是按体积而不是重量来衡量的，这使得他们的处方制作工艺比今天的药剂师更像烹饪。虽然他们的治疗方法和草药似乎几乎无穷无尽，但他们仍然在药物治疗时加入咒语。
根据迈克尔·D·帕金斯（Michael D. Parkins）的说法，按照现代的标准，埃及药物疗法被认为是无效的。他说，赫斯特纸草卷中的260个医疗处方中有28%的成分可以被认为“对正在治疗的疾病具有活性”，而另外三分之一的成分用于任何特定的疾病都会对胃肠系统产生通便作用。

## 实践

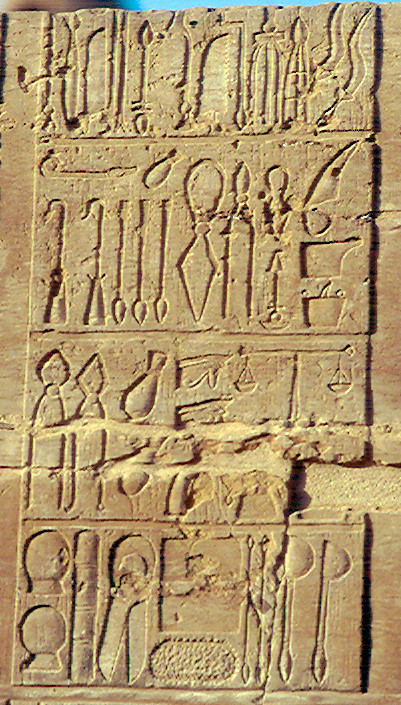
考姆翁布神庙的托勒密时期铭文中描绘的古埃及医疗器械。

埃及人对人体解剖学有一定的了解。例如，在经典的木乃伊制作过程中，制作木乃伊的人知道如何将一个长钩状工具插入鼻孔，打破脑壳的薄骨并取出大脑。他们还普遍认为内部器官在体腔中。他们通过左侧鼠蹊的一个小切口取出器官。这些知识是否传授给修炼者不得而知，但是，这似乎对他们的医学理论没有任何影响。
埃及医生意识到脉搏的存在及其与心脏的联系。艾德温·史密斯纸草文稿的作者甚至对心脏系统有一个模糊的概念。然而，他对血液循环一无所知，认为区分血管、肌腱和神经并不重要。他们通过与尼罗河的类比，发展了将空气、水和血液输送到身体的“通道”理论（如果它被阻塞，庄稼就会变得不健康）。他们将这个原理应用到身体上：如果一个人身体不适，他们会使用泻药来疏通“通道”。
最早提到灌肠的书面文字是艾德温·史密斯纸草文稿，许多药物都是使用灌肠给药的。众多类型的医学专家之一——Iri，即肛门牧羊人。
他们的许多医疗实践都是有效的，例如艾德温·史密斯纸草文稿中给出的手术。大多数情况下，医生对保持健康的建议是清洗和剃须身体，包括腋下，以防止感染。他们还建议患者注意饮食，避免食用生鱼或其他被认为不干净的动物。

### 手术
在卡尔墓中发现了世界上最古老的金属（青铜或铜）手术工具。手术是医生治疗身体损伤的常见做法。埃及医生认识到三类伤害：可治疗、有争议的和不可治疗的疾病。外科医生会迅速治疗可治疗的疾病。有争议的疾病是受害者可能无需治疗即可存活的疾病，因此观察假定属于这一类别的患者，如果他们幸存下来，则可以进行手术尝试以解决他们的问题。
正如希罗多德在他的《历史》中所说，男性割包皮是正常的做法。虽然它作为一种程序的表现很少被提及，但其他文化的未受割礼的性质经常被提及，利比里亚人的未受割礼的性质经常被提及，并且军事行动将未受割礼的阴茎作为战利品带回，这表示新奇。然而，其他记录将宗教团体的新人描述为涉及割礼，这意味着这种做法是特殊的，并不普遍。唯一已知的对该过程的描述是在萨卡拉安赫-马霍尔墓地“医师之墓”中，显示的是青少年或成人，而不是婴儿。女性割礼可能已经实行，尽管在古代文献中对它的单一提及可能是误译。
他们还使用了假肢，例如人造脚趾和眼球，通常它们仅用于装饰目的。为了准备埋葬，遗失的身体部位将被替换。然而，这些看起来好像它们在死前是有用的，甚至可能是无法连接的。
手术、木乃伊制作和尸检作为一种宗教活动的广泛使用，使埃及人对身体的形态有了广泛的了解，甚至对器官功能也有了相当的了解。大多数主要器官的功能都被正确地猜测了，例如，血液被正确地猜测为生命力和废物的蒸腾介质，这与它在携带氧气和去除二氧化碳方面的实际作用相距不远（除了心脏和功能被转换的大脑）。

### 牙科
牙科是一个重要的领域，作为一个独立的职业，它可以追溯到公元前3世纪初，尽管它可能从未有过突出地位。埃及人的饮食中含有大量磨料，这些磨料来自磨碎谷物留下的沙子和准备面包的岩石碎片，因此他们的牙齿状况很差。考古学家注意到，从公元前4000年到公元1000年，磨损牙齿的严重程度和发生率稳步下降，这可能是由于改进了谷物研磨技术。在相当贫穷的州，所有人的遗骸都有牙齿。牙齿疾病甚至可能是致命的，例如来自底比斯的音乐家Djedmaatesankh，他在35岁左右死于广泛的牙齿疾病和一个大的感染囊肿。如果牙齿治疗无效，患者希望得到的最好结果就是快速脱落受感染的牙齿。没有记录证明这一过程加速了，也没有发现适合拔牙的工具，尽管一些遗骸显示出强迫拔牙的迹象。已发现替换牙齿，但尚不清楚它们是否只是验尸后的化妆品。拔牙时的极度疼痛可能是用鸦片治疗的。

## 医生和其他治疗师

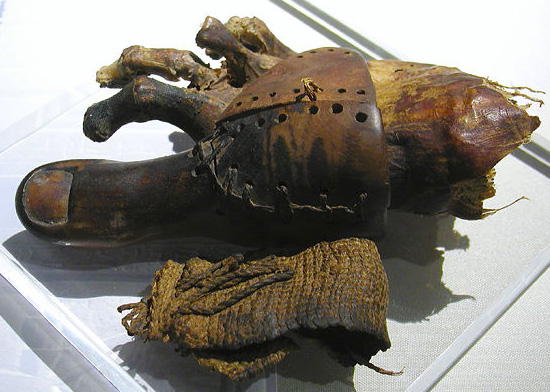
截肢者使用这种木质和皮革制成的假肢来方便行走

埃及语里医生叫做“swnw”。这个称号历史悠久。世界上最早有记载的医生Hesy-Ra在古埃及行医。他是公元前27世纪在位的左塞尔国王的“牙医和医师主管”。Pesshet女士（公元前2400年）可能是第一位有记载的女医生：她可能是Akhethotep的母亲，并且在他的坟墓中献给她的石碑上，她被称为imy-r swnwt，已被翻译为“女医师的监督夫人”（swnwt是swnw的女性）。
医学领域有许多等级和专业。皇室雇佣了他们自己的swnw，甚至是他们自己的专家。有医生检查员、监督员和主任医生。已知的古埃及专家有眼科医生、肠胃科医生、直肠科医生、牙医、“监督屠夫的医生”和未指明的“液体检查员”。古埃及直肠病学家neru phuyt的字面意思是“肛门的牧羊人”。
称为（Per Ankh）或生命之家的机构自第一王朝以来就已在古埃及建立，并且可能具有医疗功能，有时与医生的铭文有关，例如生活在公元前1世纪中期的Peftauawyneit和Wedjahorresne 。.到第十九王朝时，他们的雇员可以享受医疗保险、养老金和病假等福利。

## 拓展阅读
英语
- Ancient Egyptian Medicine, John F. Nunn, 1996
- The Greatest Benefit to Mankind: A medical History of Humanity, Roy Porter, 1997
- A History of Medicine, Lois N. Magner, 1992
- Medicine in the Days of the Pharaohs, Bruno Halioua, Bernard Ziskind, M. B. DeBevoise (Translator), 200
- Pharmacological practices of ancient Egypt （页面存档备份，存于）, Michael D. Parkins, 10th Annual Proceedings of the History of Medicine Days, 2001
- Pain, Stephanie. (2007). "The pharaohs' pharmacists." New Scientist. 15 December 2007, pp. 40–43

法语
- Ange Pierre Leca, La Médecine égyptienne au temps des Pharaons, éd. Dacosta, Paris, 1992 (ISBN 2-851-28-029-5)
- Thierry Bardinet, Les papyrus médicaux de l'Égypte pharaonique, éd. Fayard, Paris, 1995 (ISBN 2-213-59280-2)
- Histoire de la médecine en Egypte ancienne, Paris, 2013– (http://medecineegypte.canalblog.com/ （页面存档备份，存于）)
- Richard-Alain Jean, À propos des objets égyptiens conservés du musée d’Histoire de la Médecine, éd. Université René Descartes – Paris V, coll. Musée d'Histoire de la Médecine de Paris, Paris, 1999 (ISBN 2-9508470-3-X)
- Richard-Alain Jean, La chirurgie en Égypte ancienne. À propos des instruments médico-chirurgicaux métalliques égyptiens conservés au musée du Louvre, Editions Cybele, Paris, 2012 (ISBN 978-2-915840-29-2)
- Richard-Alain Jean, Anne-Marie Loyrette, À propos des textes médicaux des Papyrus du Ramesseum nos III et IV, I : la reproduction, in S.H. Aufrère (éd.), Encyclopédie religieuse de l’Univers végétal (ERUV – II), Montpellier, 2001, pp. 537–564 (ISBN 978-2-84269-502-6)
- Richard-Alain Jean, Anne-Marie Loyrette, À propos des textes médicaux des Papyrus du Ramesseum nos III et IV, I : la contraception, in S.H. Aufrère (éd.), Encyclopédie religieuse de l’Univers végétal (ERUV – II), Montpellier, 2001, pp. 564–592 (ISBN 978-2-84269-502-6)
- Bruno Halioua, La médecine au temps des Pharaons, éd. Liana Levi, coll. Histoire lieu, Paris, 2002 (ISBN 2-867-46-306-8)
- Richard-Alain Jean, Anne-Marie Loyrette, À propos des textes médicaux des Papyrus du Ramesseum nos III et IV, I : la gynécologie (1), in S.H. Aufrère (éd.), Encyclopédie religieuse de l’Univers végétal (ERUV – III), Montpellier, 2005, pp. 351–487 (ISBN 2-84269-695-6)
- Richard-Alain Jean, Anne-Marie Loyrette, La mère, l’enfant et le lait en Égypte Ancienne. Traditions médico-religieuses. Une étude de sénologie égyptienne, S.H. Aufrère (éd.), éd. L’Harmattan, coll. Kubaba – Série Antiquité – Université de Paris 1, Panthéon Sorbonne, Paris, 2010 (ISBN 978-2-296-13096-8)

德语
- Wolfhart Westendorf, Handburch der altägyptischen Medizin, éd. Brill, coll. HdO, Leiden, 1999 (Band 1 : ISBN 90-04-11320-7, Band II : ISBN 90-04-11321-5)